# Moyennes spectrales

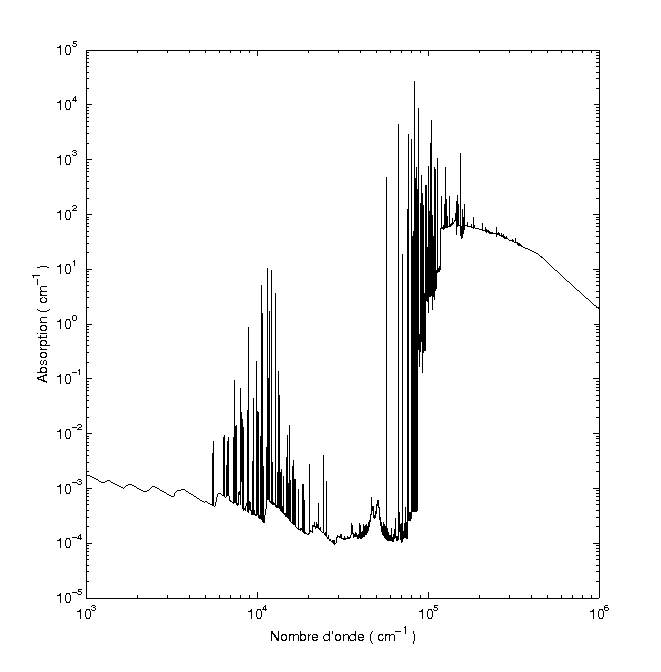
Coefficient d'absorption de l'air à haute température.

Un problème majeur du transfert radiatif est le nombre extrêmement élevé de raies spectrales d'un gaz, pouvant atteindre ou dépasser plusieurs centaines de milliers, en sus du fond continu. Si l'on ne s'intéresse qu'au seul transfert d'énergie les moyennes spectrales sont utilisées pour réduire notablement le calcul. Il existe diverses moyennes adaptées au cas étudié.

## Définitions
On s'intéresse à un milieu sans diffusion, décrit par l'équation de transfert radiatif stationnaire portant sur la luminance spectrale (ou spectrique) {\displaystyle L_{\nu }(\mathbf {x} ,{\boldsymbol {\Omega }})} dans la direction donnée par la variable Ω,
{\displaystyle {\boldsymbol {\Omega }}\cdot \nabla L_{\nu }=\kappa _{\nu }(L_{\nu }^{0}-L_{\nu })}
où {\displaystyle \kappa _{\nu }} est le coefficient d'absorption à la fréquence ν et {\displaystyle L_{\nu }^{0}} la distribution de Planck écrite en fonction de l'énergie réduite {\displaystyle u={\frac {h\nu }{kT}}}
{\displaystyle L_{\nu }^{0}={\frac {\alpha u^{3}}{e^{u}-1}}\,,\;\;\;\alpha ={\frac {2k^{3}T^{3}}{h^{2}c^{2}}}}
La luminance peut être réduite à la connaissance de {\displaystyle L_{\nu }(s)} dans le cas du problème unidimensionnel de la propagation dans une direction choisie, s étant la coordonnée mesurant cette direction
{\displaystyle {\frac {\mathrm {d} L_{\nu }}{\mathrm {d} s}}=\kappa _{\nu }(L_{\nu }^{0}-L_{\nu })}
Dans le cas d'un milieu homogène (T constant) la solution avec le terme source {\displaystyle L_{\nu }(0)=L_{0}} est
{\displaystyle L_{\nu }(s)=L_{0}e^{-\kappa _{\nu }s}+L_{\nu }^{0}\left(1-e^{-\kappa _{\nu }s}\right)}
- Le premier terme à droite correspond à l'absorption du terme source (loi de Beer-Lambert). Il tend à disparaître lorsque s devient grand. La fraction de L0 transmise  est la transmittance spectrale

{\displaystyle {\mathcal {T}}_{\nu }(s)=e^{-\kappa _{\nu }s}}
Si le milieu est constitué de n composants les coefficients d'absorption s'additionnent et les transmittances se multiplient
{\displaystyle {\mathcal {T}}_{\nu }=e^{-\sum _{i=1}^{n}\kappa _{\nu _{i}}s}=\Pi _{i=1}^{n}e^{-\kappa _{\nu _{i}}s}=\Pi _{i=1}^{n}{\mathcal {T}}_{\nu _{i}}}
- le second terme correspond à l'émission du milieu. Lorsque {\displaystyle s\to \infty } ce terme tend vers zéro et la solution du problème vers {\displaystyle L_{\nu }^{0}}. Il fait apparaître l'absorbance spectrale

{\displaystyle {\mathcal {A}}_{\nu }(s)=1-e^{-\kappa _{\nu }s}}
On a
{\displaystyle {\mathcal {T}}_{\nu }+{\mathcal {A}}_{\nu }=1}

## Moyenne de Rosseland

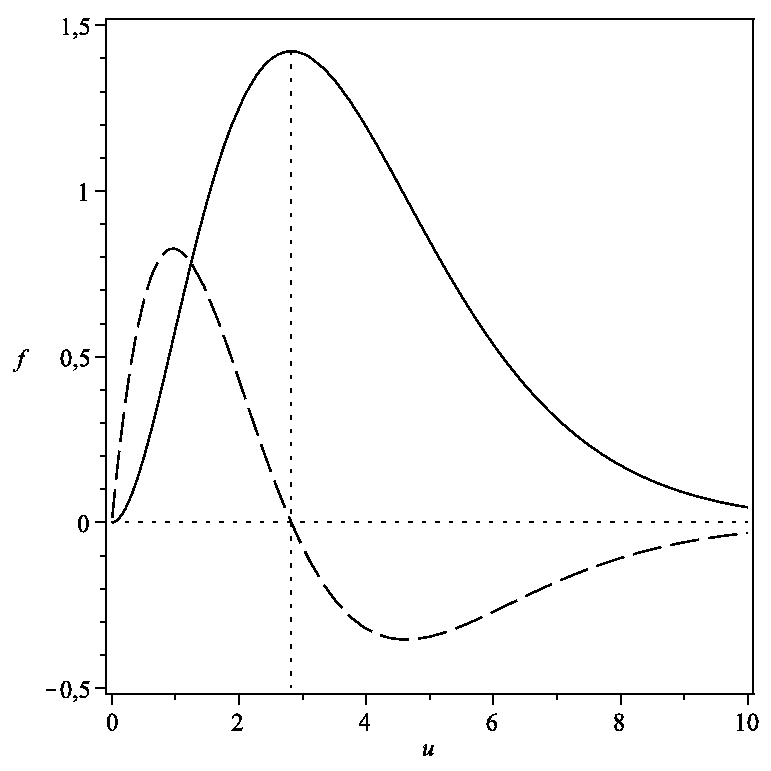
et sa dérivée.

On suppose ici que le milieu est proche de l'équilibre thermodynamique, condition réalisée pour un milieu 
optiquement épais tel que le libre parcours moyen soit petit devant toute longueur caractéristique des gradients présents dans le milieu
{\displaystyle \kappa _{\nu }^{-1}<<{\frac {T}{\nabla T}}\,,\;\;\;\forall \nu }
On écrit la solution de l'équation de transfert comme le développement au premier ordre
{\displaystyle L_{\nu }({\boldsymbol {x}})=L_{\nu }^{0}({\boldsymbol {x}})-{\frac {1}{\kappa _{\nu }}}\,{\boldsymbol {\Omega }}\cdot \nabla L_{\nu }^{0}+...=L_{\nu }^{0}-{\frac {1}{\kappa _{\nu }}}{\frac {\partial L_{\nu }^{0}}{\partial T}}\,{\boldsymbol {\Omega }}\cdot \nabla T+...}
avec
{\displaystyle {\frac {\partial L_{\nu }^{0}}{\partial T}}={\frac {3\alpha u^{2}}{e^{u}-1}}-{\frac {\alpha u^{3}e^{u}}{\left(e^{u}-1\right)^{2}}}}
Cette expression s'annule au maximum de la distribution de Planck donnée par
{\displaystyle u=LambertW(-3e^{-3})+3=2.821439372...}
où LambertW est la fonction W de Lambert.
Si on intègre cette expression sur tout le spectre il vient
{\displaystyle L=\int _{0}^{\infty }L_{\nu }\mathrm {d} \nu ={\frac {acT^{4}}{4\pi }}-{\boldsymbol {\Omega }}\cdot \nabla T\int _{0}^{\infty }{\frac {1}{\kappa _{\nu }}}{\frac {\partial L_{\nu }^{0}}{\partial T}}\mathrm {d} \nu }
On réécrit le dernier terme en faisant apparaître la moyenne de Rosseland {\displaystyle \kappa _{R}(T)}
{\displaystyle \int _{0}^{\infty }{\frac {1}{\kappa _{\nu }}}{\frac {\partial L_{\nu }^{0}}{\partial T}}\mathrm {d} \nu ={\frac {1}{\kappa _{R}}}\int _{0}^{\infty }{\frac {\partial L_{\nu }^{0}}{\partial T}}\mathrm {d} \nu ={\frac {1}{\kappa _{R}}}{\frac {acT^{3}}{\pi }}}
On notera que {\displaystyle {\frac {\partial L_{\nu }^{0}}{\partial T}}} est négatif au-delà du maximum de la fonction de Planck, ce qui privilégie les fortes fréquences dans la moyenne de Rosseland. Corrélativement, augmenter l'absorption aux faibles fréquences diminue cette moyenne. 
Un exemple pour lequel le calcul est analytique est le rayonnement continu de freinage (bremẞtrahlung) dans un plasma pour lequel on a, en négligeant l'émission induite
{\displaystyle \kappa _{\nu }=\alpha T^{-{\frac {1}{2}}}\nu ^{-3}}
où T est ici la température de translation des électrons. Ceci donne par intégration
{\displaystyle \kappa _{R}=\beta T^{-{\frac {7}{2}}}}
appelée opacité de Kramers.

## Moyennes pour l'absorption et l'émission
En intégrant l'équation de transfert sur tout le spectre on obtient
{\displaystyle {\boldsymbol {\Omega }}\cdot \nabla L=\int _{0}^{\infty }\kappa _{\nu }L_{\nu }^{0}\mathrm {d} \nu -\int _{0}^{\infty }\kappa _{\nu }L_{\nu }\mathrm {d} \nu }
où L est la luminance totale
{\displaystyle L=\int _{0}^{\infty }L_{\nu }\mathrm {d} \nu }
Le premier terme correspondant à l'émission ne pose pas de problème : il suffit d'introduire la moyenne de Planck
{\displaystyle \kappa _{P}(T)={\frac {\int _{0}^{\infty }\kappa _{\nu }L_{\nu }^{0}\mathrm {d} \nu }{\int _{0}^{\infty }L_{\nu }^{0}\mathrm {d} \nu }}={\frac {4\pi }{aT^{4}}}\int _{0}^{\infty }\kappa _{\nu }L_{\nu }^{0}\mathrm {d} \nu }
où a est la constante radiative.
Le second terme n'est pas connu a priori puisqu'il contient la solution cherchée. On va donc chercher des approximations possibles sous la forme {\displaystyle \int _{0}^{\infty }\kappa _{\nu }L_{\nu }\mathrm {d} \nu =\kappa _{m}\int _{0}^{\infty }L_{\nu }\mathrm {d} \nu }, ce qui constitue une opération délicate puisque luminance et coefficient d'absorption sont fortement corrélés. En fait on utilise un découpage en bandes de largeur variable suivant la méthode adoptée.

### Moyenne par bande
On définit un coefficient d'absorption moyen pris sur un intervalle spectral {\displaystyle \nu _{i},\nu _{i}+\delta \nu _{i}}. Généralement il s'agit de la moyenne de Planck
{\displaystyle \kappa _{i}={\frac {\int _{\nu _{i}}^{\nu _{i}+\delta \nu _{i}}\kappa _{\nu }L_{\nu }^{0}\mathrm {d} \nu }{\int _{\nu _{i}}^{\nu _{i}+\delta \nu _{i}}L_{\nu }^{0}\mathrm {d} \nu }}}
On suppose ensuite que la luminance moyenne {\displaystyle L_{i}} solution du problème dans l'intervalle obéit à une équation analogue à la précédente
{\displaystyle {\boldsymbol {\Omega }}\cdot \nabla L_{i}=\kappa _{i}(L_{i}^{0}-L_{i})}
où
{\displaystyle L_{i}^{0}=\int _{\nu _{i}}^{\nu _{i}+\delta \nu _{i}}L_{\nu }^{0}\mathrm {d} \nu }
On voit que la solution tend vers la solution exacte lorsque le nombre d'intervalles tend vers l'infini. En pratique il en faut un grand nombre pour obtenir une bonne précision.

### Modèles de «bandes étroites»
Ce type de modèle a été développé pour traiter de manière aussi précise que possible les raies spectrales,.
Définissons l'absorbance totale sur un intervalle de fréquence
{\displaystyle {\mathcal {T}}_{i}(s)=\int _{\delta \nu _{i}}{\mathcal {T}}_{\nu }(s)\mathrm {d} \nu }
Connaissant le profil d'une raie il est possible de calculer l'absorbance de cette raie. On peut également connaître les caractéristiques d'un ensemble de raies si on choisit bien son intervalle, lequel est forcément « étroit ». Le choix, pour un gaz donné, du type de raie, de leur espacement, de leur répartition en hauteur, de leur recouvrement (ou non) est le choix du physicien, les options étant nombreuses,.
Pour le cas où plusieurs composants coexistent on montre aisément que {\displaystyle {\mathcal {T}}=\Pi {\mathcal {T}}_{i}}
Cette méthode est limitée par la connaissance précise des caractéristiques a priori du spectre dans chaque intervalle de fréquence et conduit donc à un nombre élevé de bandes.

### Méthode de la fonction de distribution
Cette méthode, connue en anglais sous le nom de opacity distribution function (ODF) ou cumulative k-distribution (CK method) consiste à rassembler toutes les contributions dans une bande au centre de celle-ci. Dès lors le spectre est caractérisé par la seule distribution statistique des coefficients d'absorption compris entre κ et κ + dκ, ceci pour chaque bande.
La résolution de l'équation de transfert radiatif étant effectué par une méthode quelconque pour chaque échantillon de coefficient (issu de la discrétisation de la fonction de distribution) dans chaque bande il ne reste plus qu'à pondérer le résultat par la densité de probabilité associée.
Une telle méthode permet une précision raisonnable avec un nombre de bandes faible et une discrétisation raisonnable de la fonction de distribution (typiquement 10 x 10).